# NGC 45
NGC 45 är en spiralgalax med låg ytljusstyrka i stjärnbilden Valfisken. Den upptäcktes den 11 november 1835 av den engelska astronomen John Herschel. Galaxen ligger på ett avstånd av 22 miljoner ljusår och avlägsnar sig med en heliocentrisk radialhastighet av 466 km/s. Den ligger i närheten av Sculptorgruppen, men är troligtvis en bakgrundsgalax.
Den morfologiska klassen för NGC 45 är SA(s)dm, vilket anger att den är en spiralgalax utan framträdande inre streck (SA) eller ring(ar). Det finns heller ingen nämnvärd central utbuktning. Det galaktiska planet lutar i en vinkel av 55 ± 5° i förhållande till siktlinjen från jorden, med den elliptiska profilens storaxel inriktad längs en positionsvinkel av 145 ± 5°. Stjärnbildningen fortskrider med en måttlig hastighet av ca 0,20 solmassa per år.
Till skillnad från Vintergatan har NGC 45 inga tydligt definierade spiralarmar, och dess centrala stavkärna är också mycket liten och förvrängd. NGC 45 har således ingen galaktisk beboelig zon. För Vintergatan anses den galaktiska beboeliga zonen allmänt vara en ring med en yttre radie på cirka 10 kiloparsec och en inre radie nära det galaktiska centrumet, vilka båda saknar distinkta gränser.

## Astronomiska transienter
Två astronomiska transienter har observerats i NGC 45. Den 22 maj 2018 noterades en luminös röd nova och fick därefter beteckningen AT 2018bwo (typ LRN, magnitud 16,4). Lysande röda novor tros vara resultatet av att stjärnorna sammansmält. Stjärnan som föregångare till AT 2018bwo var en gul superjätte. Några månader senare, den 3 november 2018, upptäcktes en lysande blå variabel stjärna, som fick beteckningen AT 2018htr (typ LBV, magnitud 17,5).

## Galleri

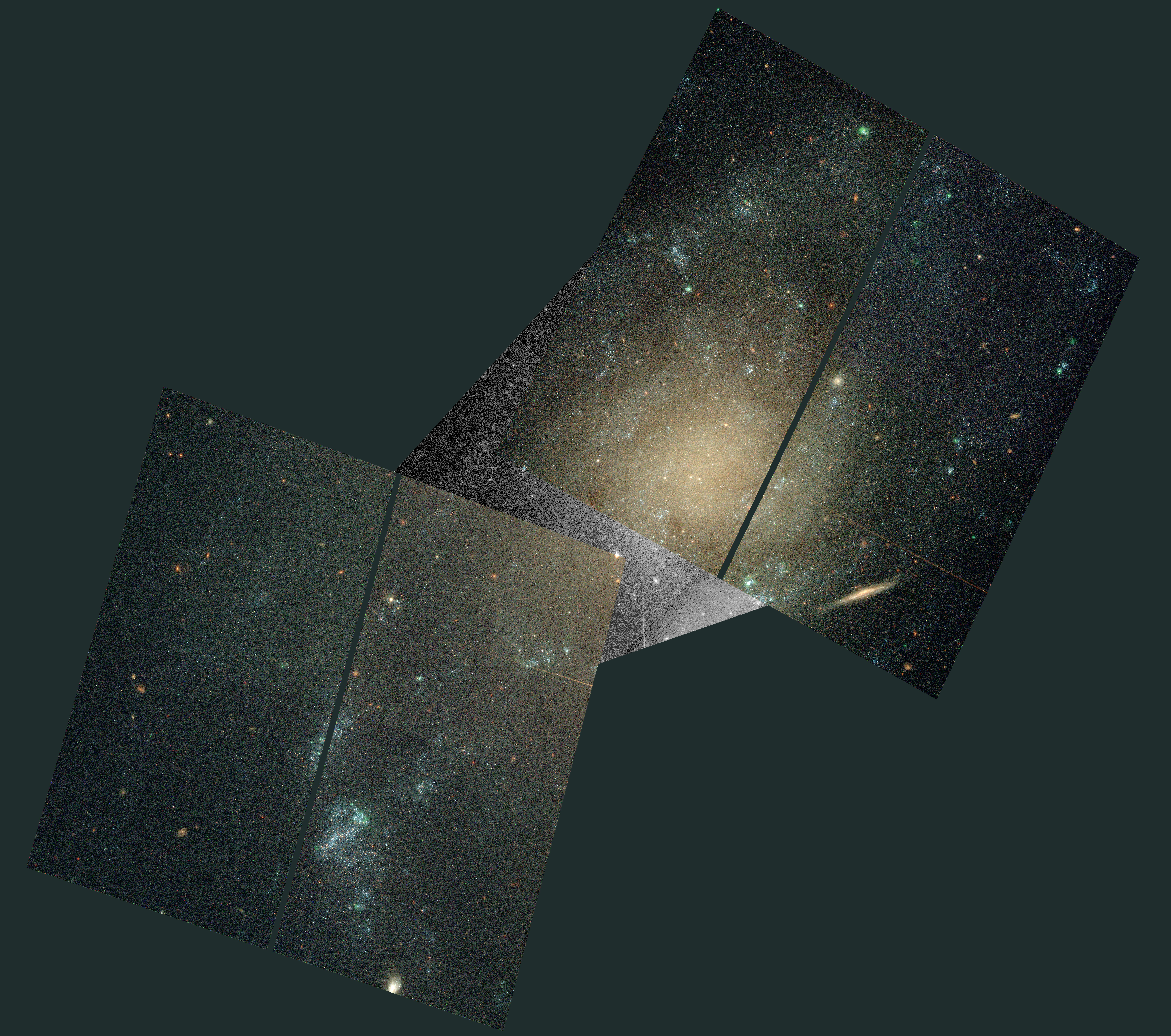
Kombination av bilder tagna med Hubbleteleskopet.
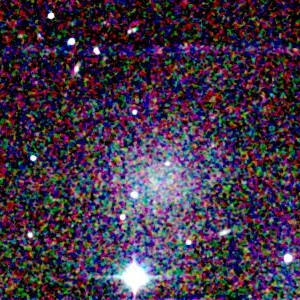
2MASS (nära-infraröd).
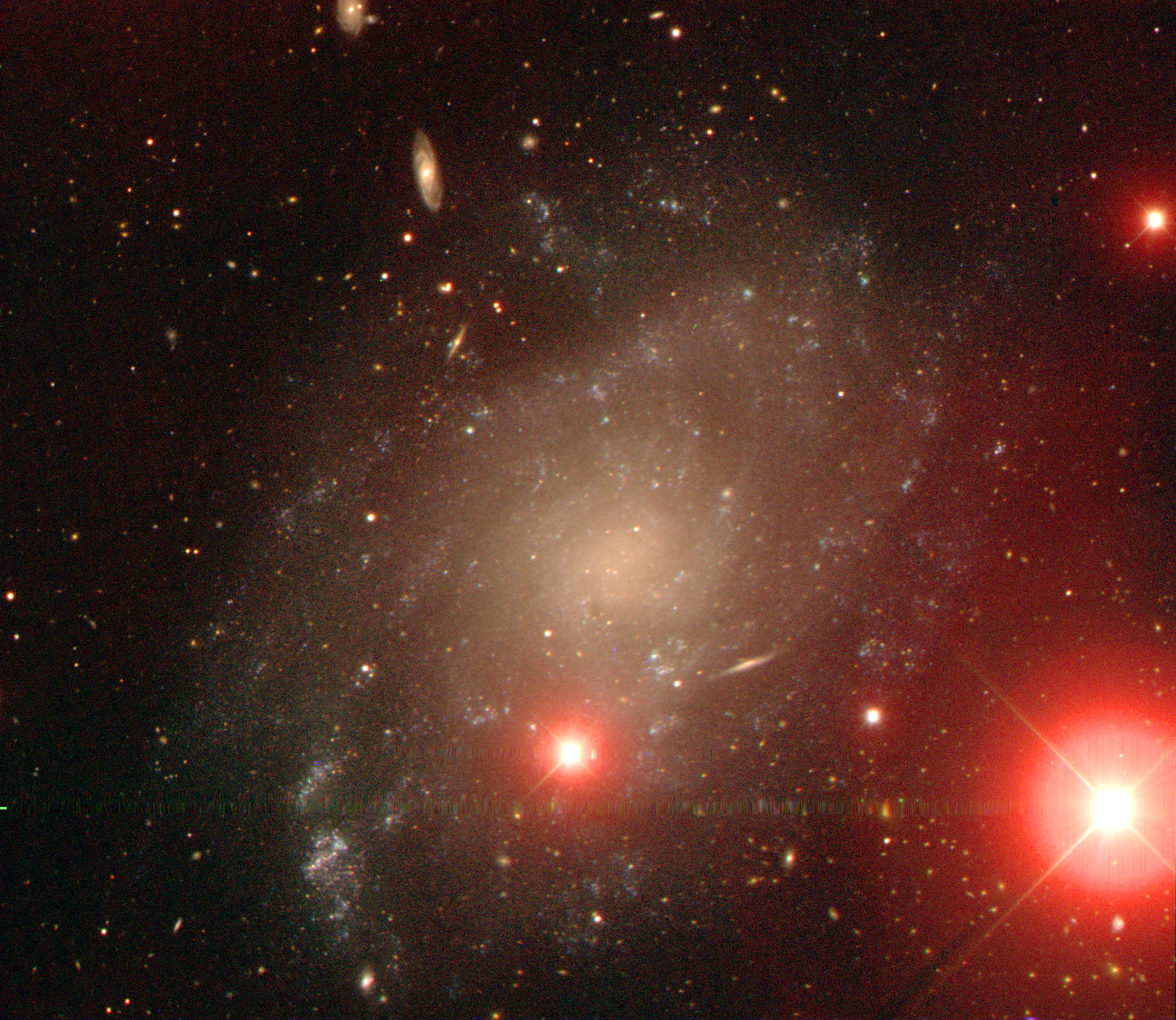
NGC 45 av DECam.